# Capsella thracica
Capsella thracica är en korsblommig växtart som beskrevs av Josef Velenovský. Capsella thracica ingår i släktet lommar, och familjen korsblommiga växter. Inga underarter finns listade i Catalogue of Life.